# Chavelot
Chavelot település Franciaországban, Vosges megyében. Lakosainak száma 1372 fő (2022. január 1.). Chavelot Thaon-les-Vosges, Dogneville, Domèvre-sur-Avière és Golbey községekkel határos.

## Népesség
A település népességének változása:
| Lakosok száma | 1472 | 1434 | 1435 | 1391 | 1381 | 1367 | 1364 | 1368 | 1372 |
|               | 2013 | 2015 | 2016 | 2017 | 2018 | 2019 | 2020 | 2021 | 2022 |